# Халди
Ха́лди (Халд, урарт. Dḫal-di) — верховное божество урартского пантеона. Возглавлял главную триаду урартских богов, куда также входили бог грозы и войны Тейшеба и бог Солнца Шивини. Супругой бога Халди считалась богиня Арубаини, верховное женское божество урартов.

## Происхождение
Урартская религия была в основном заимствована урартами в Месопотамии. Из основных богов Урарту собственно только бог Халди имеет исконно урартское происхождение. По самой распространенной на сегодняшний день версии в науке урартские племена (хурритского происхождения, также известны как народ Наири) мигрировали на Армянское нагорье из области Ровандуз (на территории современной иранской области Западный Азербайджан, распространяя по будущей территории Урарту культ местного для Ровандуза бога Халди. Этимология слова «Халди» до конца не ясна. По одной из гипотез она может быть связана со словом hal- —  «небо», в нахско-дагестанских языках Восточного Кавказа. В этом случае «Халди» мог означать «небесный». Священным городом бога Халди был древний город Мусасир, расположенный в современной Западной Армении. После того как Халди стал главным божеством государства Урарту, а государственная религия в Урарту была канонизирована (в период правления царя Ишпуини), культ бога Халди в Урарту стал схожим с культом ассирийского бога Ашшура.

## Ритуалы и богослужения
Имя бога Халди регулярно использовалось в царских клинописных надписях в качестве вводной фразы вида «Могуществом бога Халди, Менуа, сын Ишпуини говорит…», а иногда в качестве основного героя военных действий, осуществленных урартской армией: «Бог Халди выступил в поход со своим оружием, победил он страну Эрикуахи, победил город Лухиуни, поверг их перед Менуа. Халди могуч, оружие бога Халди — могучее». Подобные трафаретные формулы упоминания бога урарты заимствовали в соседней Ассирии, где аналогичные клинописные обращения использовались для бога Ашшура.
Произнесение молитв богу Халди сопровождалось типичными для древнего Востока жертвоприношениями домашних животных. Согласно урартским клинописным текстам объём жертвоприношения богу Халди должен был составлять 17 быков и 34 овцы, максимальное число скота, используемого в Урарту для подобных церемоний.
Жертвоприношения происходили в храмах бога Халди. Вероятно каждый урартский город имел храм, посвященный богу Халди, который обычно строился на втором по высоте месте внутри главной крепости. (Первое по высоте место как правило занимал царский дворец.) Храм бога Халди обычно включал в себя башню, очень отдалённо напоминающую зиккурат, которая использовалась для различных церемоний. Храм был украшен различным декоративным (нефункциональным) оружием, символизирующим связь между волей бога Халди и победами урартской армии в сражениях.
|  |  | Слева: Реконструкция одной из стен храма бога Халди, построенного царём Аргишти I в урартском городе Эребуни. Справа: Алтарь для жертвоприношений богу Халди, обнаруженный при раскопках в Топрак-кале, Археологический музей Стамбула. |

## Изображения бога Халди
Бог Халди изображался как с бородой, так и без бороды, иногда с крыльями, иногда без, но всегда в профиль, следуя общепринятому древневосточному канону. Аналогично многим значимым богам Месопотамии и Древнего Египта бог Халди обычно держал в руках какие-то предметы не до конца ясного предназначения. Ряд исследователей считали, что символом бога Халди являлся лев, так как божество часто изображалось стоя на этом животном, однако в этом вопросе нет полной ясности: встречаются изображения бога Халди на быке или без животного. Кроме этого в ряде случаев на льве изображался бог Тейшеба.
| |  |  |
| Слева: Декоративный камень периода правления Русы II, служивший основанием колонны в урартском дворце в Адильджевазе и украшенный каменной резьбой с изображением бога Халди; По центру: увеличенное изображение бога Халди с этого камня. Справа: прорисовка изображения бога Халди. Камень хранится в Музее анатолийских цивилизаций в Анкаре. |  |  |

## Угасание культа бога Халди
В 714 году до н. э. ассирийский царь Саргон II в ходе длительного военного похода нанёс поражение урартской армии под командованием Русы II и в результате неожиданного манёвра захватил и разграбил Мусасир, священный город бога Халди. Это событие в сочетании с начавшимся военно-политическим закатом Урарту нанесло культу бога Халди серьёзный удар, который способствовал постепенному его угасанию. В последние годы существования Урарту царские реляции иногда вместо бога Халди использовали обращения к богу Тейшеба и даже к ассирийскому верховному богу Ашшуру и вавилонскому Мардуку. Возможно, перенос столицы Урарту в Тейшебаини в последние годы существования государства также был связан с затуханием культа бога Халди и возложением надежд на бога Тейшеба.
В одном из писем ассирийского царя второй половины VIII века до н. э. (либо Тиглатпаласара III, либо, что менее вероятно, Саргона II) упоминается ассирийский агент Парни-алди. Выдвинута гипотеза, что его имя означает «обладающий фарном от бога Халди», где фарн — иранский религиозный термин, а Алди — диалектная форма имени Халди, на наличие которой указывает Г. А. Меликишвили.

## Развитие культа Халди в культ Мгера
В Армении культ бога Халди, по всей видимости, продолжался в виде культа Мгера (армянский вариант зороастрийского Митры). Такое мнение выразил ещё И. М. Дьяконов, указывая, что знаменитые «врата Халди» возле Вана в армянской традиции назывались «вратами Мгера». А. Петросян, анализируя схожести Мгера и Халди, указывает, помимо прочего, на следующие совпадения:
| Мгер (Михр) | Халди |
| --- | --- |
| В финале армянского эпоса Сасна црер, заходит в скалу, через «врата Мгера». Время от времени, во время праздников, выходит, чтобы узнать, пора ли ему возвращаться. | Во время праздников выходит из той же скалы, через «врата Халди».                                          |
| Эпическая традиция размешает «Врата Мгера» на «камне Ворона». | В одной королевской печати Мусасира, где располагался главный храм Халди, Мусасир назван «городом Ворона». |
| Сообщает пастуху, что выйдет из скалы, когда «зерно пшеницы вырастет до размеров бутона розы и зерно ячменя до грецкого ореха»                                      | Почитался как бог плодородия, перед его вратами проходили фестивали урожая.                                |
| Семь лет оставался в Египте в пьяном состоянии. | Был связан с культом виноделия.                                                                            |
| Назывался «львом» или «подобным льву». | Лев был его символом.                                                                                      |

По наиболее популярной в Армении версии, возникновение имени легендарного прародителя армян Хайка։ был сформирован от имени главного урартского божества «Хал(й)да». Найденный в 1995 году урартский щит эпохи Ишпуини и Менуа, на котором Халди изображён окружённый пламенем и напоминает горящее солнце (рис.), укрепило эту точку зрения.